# Gastrallus
Gastrallus är ett släkte av skalbaggar som beskrevs av Jacquelin du Val 1860. Gastrallus ingår i familjen trägnagare.
Kladogram enligt Catalogue of Life och Dyntaxa:
| Gastrallus | \| \| Gastrallus fasciatus \| \| \| \| \| \| Gastrallus immarginatus \| \| \| \| \| \| Gastrallus marginipennis \| \| \| \| |
|            | \| \| Gastrallus fasciatus \| \| \| \| \| \| Gastrallus immarginatus \| \| \| \| \| \| Gastrallus marginipennis \| \| \| \| |
|            | Gastrallus fasciatus |
|            | |
|            | Gastrallus immarginatus |
|            | |
|            | Gastrallus marginipennis |
|            | |